# Корен, Ая
Ая Корен (ивр. איה קורן‎, урождённая Штейновиц; род. 27 октября 1979, Тель-Авив) — израильская актриса и модель. Она снималась на телевидении и в кино в начале 2000-х, прежде чем стать хозер бтешува (вернулась к религиозным обрядам). Она — одна из немногих тель-авивских актрис, отказавшихся от светского еврейского образа жизни.

## Ранние годы
Ая Штейновиц родилась в Тель-Авиве, выросла в Герцлии. Она отслужила обязательную военную службу в израильских ВВС и играла в военном оркестре с Иегудой Леви, с которым она позже снялась в фильмах «Йосси и Джаггер» и «Минуты славы». После службы в армии она изучала актёрское мастерство в актёрской студии Nissan Nativ.

## Актёрская карьера

### Телевидение
В 2000 году, во время обучения актёрскому мастерству, Штейновиц сыграла гостевые роли в телесериалах «Флорентийка», транслировавшемся на 2-м канале, и «Буржуа». В 2001 году она появилась в сериале «Дакот Шел Техила» («Минуты славы») вместе с Ициком Коэном, Ури Банаем, Иегудой Леви и Широм Идельсоном.
В 2002 году она сыграла роль Наамы в телевизионном мини-сериале «Кнафаим» («Крылья»), посвящённом курсантам-пилотам ВВС Израиля. В 2003 году она снялась в первом сезоне теленовеллы Ахава Меевер Лапина (Любовь за углом) в роли Алоны, дочери владельца пиццерии, у которой завязывается роман с Лиором (Иегуда Леви), сыном конкурирующего владельца пиццерии. Она выиграла премию «Золотой экран» 2003 года за свою игру.

### Фильмы
В 2001 году, после завершения обучения актёрскому мастерству, она получила свою первую роль в кино в фильме «Поздняя женитьба», удостоенном премии Офир, сыграв роль Иланы. В 2002 году она снялась в романтической драме Эйтана Фокса «Йосси и Джаггер», сыграв женщину-солдата, влюблённую в армейского офицера-гомосексуала (Иехуда Леви), у которого тайный роман со своим командиром. В 2003 году она появилась в Hakohavim shel Shlomi (Звёзды Шломи), сыграв роль Роны. За свою роль она была номинирована на премию Офир. В 2004 году она снялась в Sipur Kayitz (Летняя история).

## Личная жизнь
Корен стал хозер бтешува (возвращенцем к религиозным обрядам). Она была показана вместе с другими тель-авивскими актёрами, которые отвергли светский еврейский образ жизни, в сериале 2014 года, который транслировался на 1 канале. У неё и её мужа Эяля Корена семь дочерей. Во время своей второй беременности в 2006 году она подписала контракт на 10 000 долларов на моделирование одежды для беременных для осенне-зимней кампании бренда for2, но была уволена за нарушение контракта, когда отказалась фотографироваться с обнажённым беременным животом.